# Andrzej Wang Tianqing
Św. Andrzej Wang Tianqing (chiń. 王天慶安德) (ur. 1891 r. w Weixian, Hebei w Chinach – zm. 22 lipca 1900 r. w Majiazhuang) – święty Kościoła katolickiego, męczennik.
Podczas powstania bokserów w Chinach doszło do prześladowania chrześcijan. 21 lipca 1900 r. powstańcy aresztowali katolików z powiatu Wei w prowincji Hebei. Pierwszy został zabity Józef Wang Yumei, przywódca katolików we wsi. Pozostali (wśród których byli Łucja Wang Wang, Anna Wang i Andrzej Wang Tianqing), zostali zamknięci na klucz. Następnego dnia dostali wybór, że albo wyprą się wiary, albo zginą. Zostali zabici po odmowie apostazji.
Dzień jego wspomnienia to 9 lipca (w grupie 120 męczenników chińskich).
Został beatyfikowany razem z trójką pozostałych męczenników, wśród których była też jego matka Łucja Wang Wang 17 kwietnia 1955 r. przez papieża Piusa XII w grupie Leona Mangin i 55 Towarzyszy. Kanonizowany w grupie 120 męczenników chińskich 1 października 2000 r. przez Jana Pawła II.